# Hortobágy
Hortobágy là một thị trấn thuộc hạt Hajdú-Bihar, Hungary. Thị trấn này có diện tích 284,58 km², dân số năm 2010 là 1522 người, mật độ 5 người/km².